# Ministrowie bez teki (Irlandia)
Minister bez teki (irl. Aire gan ceannas Roinne) – stanowisko w rządzie Irlandii utworzone w 1939. Uchwalony wówczas suplement do Aktu o ministrach i sekretarzach z 1924 zezwalał premierowi na powołanie ministra bez powierzania mu kierowania departamentem. Zwykle ministrami bez teki zostawali politycy, którzy wkrótce mieli otrzymać właściwe ministerstwa.

## Lista ministrów
| Minister                  | Czas urzędowania              |
| ------------------------- | ----------------------------- |
| Finian Lynch              | sierpień 1922 - grudzień 1922 |
| Eamonn Duggan             | wrzesień 1922 - grudzień 1922 |
| Erskine Hamilton Childers | 23 lipca 1959 - 27 lipca 1959 |
| Michael O’Kennedy         | 1972 - 1973                   |
| Martin O’Donoghue         | 5 lipca 1977 - 8 lipca 1977   |